# Papillon (hundras)
Papillon och Phalène (épagneul nain continental, kontinental dvärgspaniel) är två varianter av samma hundras från Belgien och Frankrike. Den är en dvärghund och sällskapshund av dvärgspanieltyp. Papillon är franska och betyder dagfjäril och phalène betyder nattfjäril. Papillon har stora upprättstående öron medan phalène har hängande. Phalène är den äldre varianten.

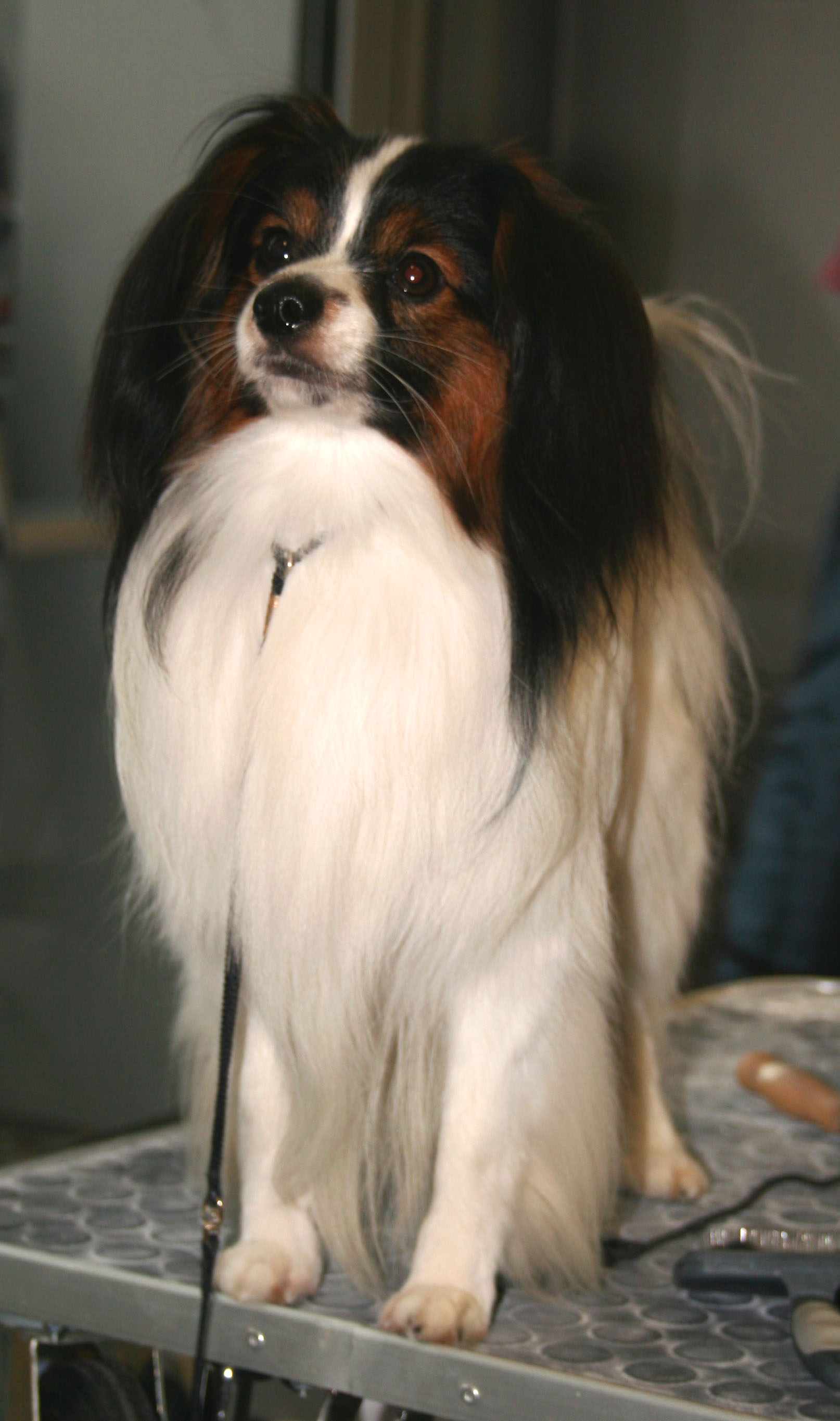
Phalène

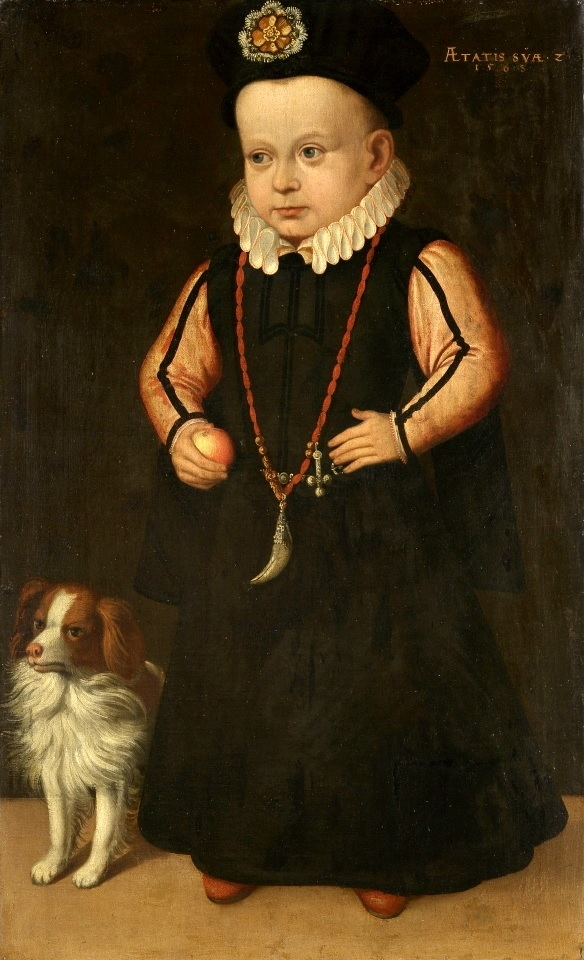
Den polsk-svenske kungen Sigismund (1566-1632) som barn med en dvärgspaniel målad 1568 av Johan Baptista van Uther (död 1597).

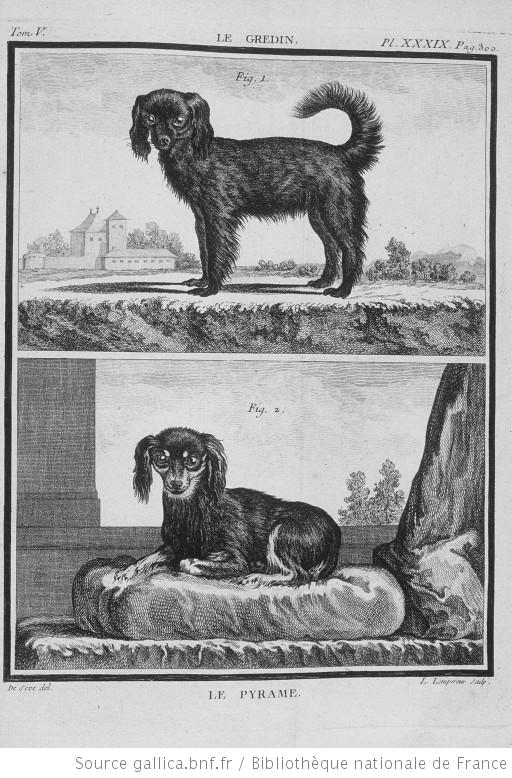
Kontinentala dvärgspanielar från Georges-Louis Leclerc de Buffons (1707-1788) stora naturalhistoria från mitten av 1700-talet.

## Historia
Den äldsta avbildningen där man kan känna igen en dvärgspaniel är Sant'Antonio av Stefano di Giovanni, känd som Sassetta (1394-1450) från omkring 1440. På 1500-talet var de vanligt förekommande på målningar av Paolo Veronese (1528-1588) och Tizian (död 1576).
Deras popularitet vid det franska kungahuset började då Henrik III (1551-1589) fick tre dvärgspanielar från Lyon. Hovets och adelns damer lät sig gärna porträtteras tillsammans med sina dvärgspanielar. De förekommer bl.a. på målningar av Peter Paul Rubens (1577-1640) och Anthonis van Dyck (1599-1641). Under franska revolutionen spreds de till Belgien med flyende aristokrater.
Det finns olika teorier om rasens ursprung. Den vanligaste teorin är att de helt enkelt är dvärgvarianter av jaktspanielar som uppstått genom mutation eller urval av små individer. Andra teorier är att de skall ha kommit från Sydamerika via Spanien eller vara släkt med ostasiatiska dvärghundar som kommit till Europa efter Marco Polos (1254-1324) resor på 1200-talet.
Papillon uppstod 1896 i Belgien. Enligt vissa författare har inkorsning av spetshundar gett de upprättsående öronen, men den vanligaste uppfattningen är att det rör sig om en mutation. 1934 erkändes épagneul nain continental av Fédération Cynologique Internationale (FCI) och 1955 fick varianterna sina nuvarande namn. Till 1967 räknades phalène som otypisk men fick då status som en variant jämställd med papillon. I USA och England döms båda varianterna som samma ras på hundutställning.
1950 importerades de papillon som ligger till grund för dagens papilloner och phalèner i Sverige. Numera registreras ca 500-600 papillon och nästan 150 phalène per år. 2010 var rasen en av de tjugo populäraste hundraserna i Sverige om man räknar båda varianternas registreringar tillsammans.

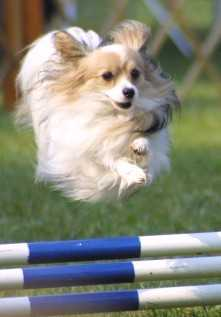
En papillon tävlar i agility.

## Egenskaper
Papillonen och phalènen är en tillgiven, livlig liten hund. Den är mycket spänstig och uthållig, och kan med fördel tränas i agility och lydnad. Sveriges allra första lydnadschampion var faktiskt en papillon. Den behöver en hel del motion och trivs i alla klimat. Dess graciösa och eleganta yttre och mycket vänliga inre gör den till en bra familjehund. Den är ytterst lojal mot sin ägare och är dessutom, trots sitt ringa format, en ypperlig vakthund.

## Utseende
Papillonen och phalènen är en liten spänstig och graciös dvärgspaniel, kroppen är något lågställd, kroppens längd skall bara överstiga mankhöjden något, kroppen är klädd med ymnig päls. Alla färger är tillåtna men bottenfärgen skall vara vit och så även benen; många små fläckar även kallade ticks uppskattas ej; vanligast är svart, röd/brun eller trefärgad. Svansen som hänger i en båge över ryggen bildar en vacker plym. Nospartiet är något kortare än skallen. Steget skall vara lätt och elegant. Till storleken är papillonen och phalènen liten; mankhöjden skall vara på ca 28 cm och vikten upp till 5 kg. I Sverige finns bara en viktklass men det skiljer sig från land till land.